# Рамал Аманов
Рамал Расул-огли Аманов (азерб. Ramal Rəsul oğlu Amanov; 13 вересня 1984, Гянджа) — азербайджанський професійний боксер, призер чемпіонату світу серед аматорів.

## Аматорська кар'єра
2005 року Рамал Аманов став чемпіоном Азербайджану, ввійшов до складу збірної Азербайджану на командному Кубку світу і, здобувши одну перемогу у двох проведених поєдинках, отримав з командою бронзову медаль.
На чемпіонаті світу 2005 завоював срібну медаль.
- В 1/16 фіналу переміг Фарая Альматбулі Дервіша (Йорданія) — RSCO 3
- В 1/8 фіналу переміг Хесуса Куеллара (Аргентина) — RSCO 3
- У чвертьфіналі переміг Кшиштофа Шота (Польща) — 30-17
- У півфіналі переміг Доменіко Валентіно (Італія) — 29-22
- У фіналі програв Йорденісу Угасу (Куба) — 28-42

На чемпіонаті Європи 2006 програв в першому бою.
На командному Кубку світу 2006 знов здобув одну перемогу у двох проведених поєдинках і отримав з командою бронзову медаль..
2007 року на ліцензійному чемпіонаті світу здобув дві перемоги, а в 1/8 фіналу програв Френкі Гевіну (Ірландія) і не потрапив на Олімпійські ігри 2008.
На Кубку світу 2008 виступав вже в категорії до 64 кг і вибув з боротьби за нагороди, програвши в першому поєдинку Роніелю Іглесіас (Куба).
На чемпіонаті світу 2009 програв в першому бою Алексісу Вастін (Франція).
На чемпіонаті Європи 2010 Рамал Аманов повернувся до категорії 60 кг, але програв вже в першому бою росіянину Альберту Селімову.

## Професіональна кар'єра
2013 року дебютував на професійному рингу і впродовж 2013—2019 років провів дев'ятнадцять боїв, зазнавши єдиної поразки в останньому бою.